# Škoda 1101/1102
Les Škoda 1101 et 1102 sont deux automobiles produites dans l’usine de Mlada Boleslav par le constructeur tchécoslovaque Škoda entre 1946 et 1952. La 1102 est la version « remise au goût du jour » de la 1101, les deux voitures restant toutefois très proches esthétiquement. 

## Histoire

### Repartir sur des bases connues
Dès 1946, Škoda est placé sous tutelle de l’État par le nouveau gouvernement communiste, à l’instar de toutes les entreprises du pays. La gamme se compose alors de modèles d’avant-guerre : Popular 995, Popular 1100, et Rapid. 
Škoda a grand besoin d’une nouvelle voiture pour se relancer, mais cet immédiat après-guerre n’est pas facile pour la marque, qui a besoin d’argent. Afin de limiter les coûts de développement, il est ainsi décidé d’utiliser la base technique de la Popular 1101, produite entre 1940 et 1944. 
La nouvelle Škoda 1101 entre en production au mois de mai 1946. Elle se distingue de la Popular 1100 par sa partie avant redessinée, sa carrosserie un peu plus grande, et son moteur de 32 ch (contre 30 ch auparavant) associé à une boîte de vitesses à quatre rapports.

### De multiples déclinaisons
La 1101 à deux portes, dite « Tudor », est bientôt rejointe par de multiples versions dérivées : une fourgonnette en 1946, une berline « Sedan » à quatre portes, un « Cabriolet » (en réalité une Tudor découvrable), un break trois portes en 1947, et un roadster en 1948. La carrosserie Brozik a également fabriqué quelques « canadienne » dans ses ateliers de Plzeň.
Les 1101 se différencient également par leur calandre : huit petites baguettes horizontales pour les modèles « de base » (essentiellement des Tudor et des breaks), contre cinq sur les plus luxueux.

### Timide restylage
A l’automne 1948, Škoda dévoile au Salon de Paris la 1102, reconnaissable à son nouveau tableau de bord et à son volant à deux branches accueillant le levier de vitesses. La calandre à huit baguettes disparaît, mais toutes les carrosseries sont reconduites.
En 1950, André Costa essaye la version cabriolet pour L'Auto-Journal, et évoque une voiture « passe-partout, robuste et sobre ». 
La carrière de la 1102 se poursuit sans encombre jusqu’en 1952, année où elle est remplacée par la 1200, qui se veut davantage dans l’air du temps.
Au total, ce sont 66 904 exemplaires des 1101 et 1102 qui auront été construits.

## Carrière à l’étranger
Dès l’apparition de la 1101 en Tchécoslovaquie, des importateurs Škoda ouvrent leurs portes en Europe. En France, c’est Jacques Poch qui se chargera de distribuer les modèles de la marque, et ce jusqu’au début des années 1990. En 1950, la 1102 Tudor est vendue 492 500 F, la Sedan 530 000 F, et le roadster 610 000 F. À titre de comparaison, Simca facture 482 000 F sa berline 8, et Panhard réclame 541 000 F pour son cabriolet Dyna. 
La Belgique réservera quant à elle un joli succès d’estime aux 1101 et 1102, qui y seront écoulées à plus de 6000 exemplaires en six ans. 

## Quelques faits d’armes en course

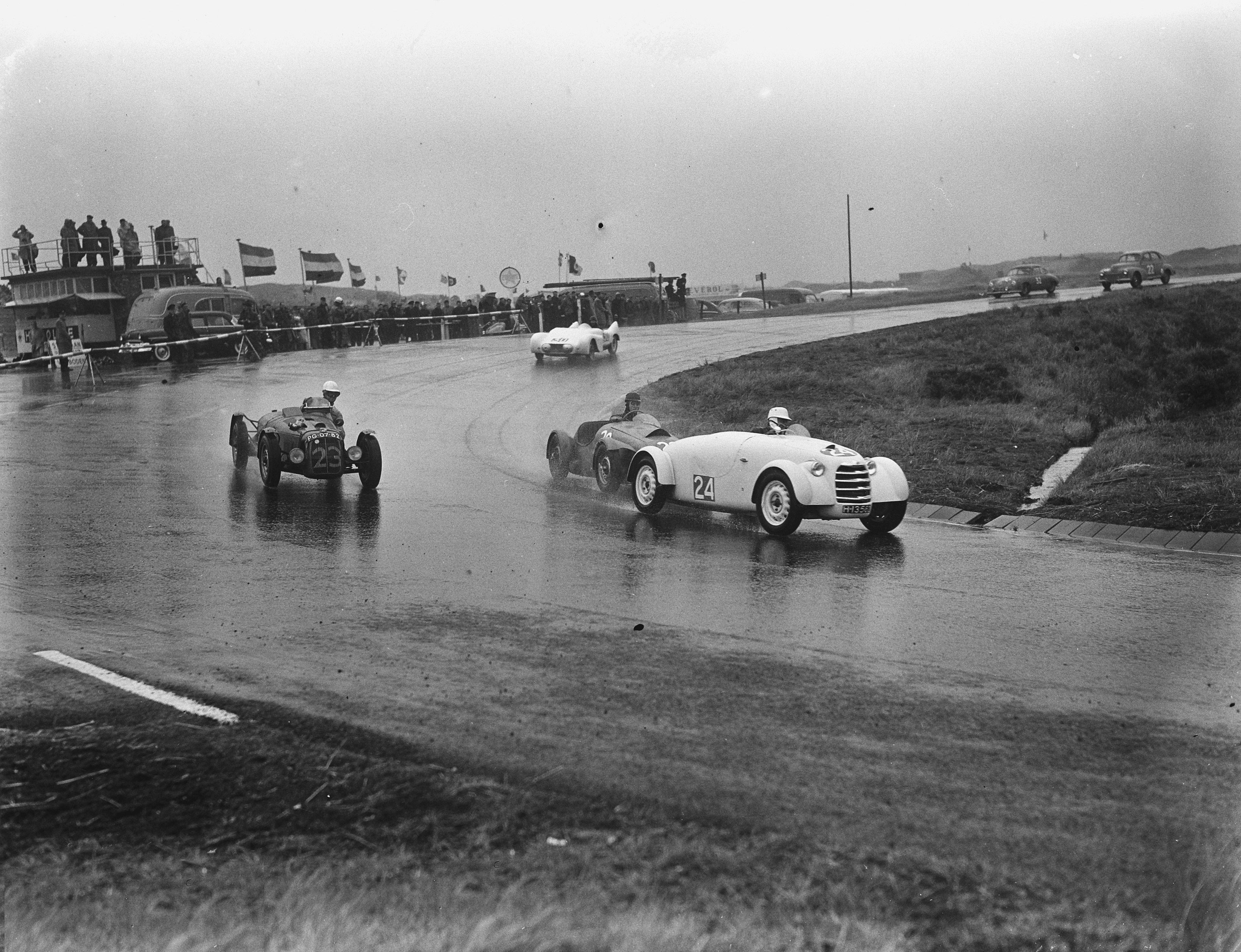
Skoda 1102 biplace construite par Verheul.

Si les Škoda 1101 et 1102 ont participé à quelques courses dans leur pays d’origine, elles sont également apparues à l’étranger, notamment aux 24 Heures de Spa, au rallye de Monte-Carlo et au rallye des Tulipes.
En 1949, Škoda construit deux barquettes appelées « 1102 Sport », fortes de 65 chevaux. L’une sera engagée aux 24 Heures du Mans 1950, mais sera contrainte à l’abandon. 
Cette même année, trois versions « Supersport » à carrosserie fuselée et roues extérieures verront le jour : elle se contenteront de compétitions locales.
En juin 1951, le pilote néerlandais Reys remporte sa classe au Grand Prix de Zandvoort à bord d’une biplace construite par le carrossier Verheul sur un châssis de 1102.

## Sources
- Bernard Vermeylen, Voitures des pays de l'Est, Boulogne-Billancourt, ETAI, 2008, 239 p. (ISBN 9782726888087, OCLC 470767381)